# Pawlinowo (rejon postawski)
Pawlinowo – dawny zaścianek. Tereny na których leżał znajdują się obecnie na Białorusi, w obwodzie witebskim, w rejonie postawskim, w sielsowiecie Woropajewo.

## Historia
W czasach zaborów w granicach Imperium Rosyjskiego.
W dwudziestoleciu międzywojennym zaścianek leżał w Polsce, w województwie wileńskim, w powiecie duniłowickim (od 1926 postawskim), w gminie Łuczaj.
Według Powszechnego Spisu Ludności z 1921 roku zamieszkiwało tu 7 osób, wszystkie były wyznania rzymskokatolickiego i zadeklarowały polską przynależność narodową. Był tu 1 budynek mieszkalny. W 1931 w 2 domach zamieszkiwało 9 osób.
Miejscowość należała do parafii rzymskokatolickiej w Łuczaju. Podlegała pod Sąd Grodzki w Postawach i Okręgowy w Wilnie; właściwy urząd pocztowy mieścił się w m. Łuczaj.
W 1938 roku miejscowość należała do gromady Stanisławowo gminy Łuczaj.